# 突発性難聴
突発性難聴（とっぱつせいなんちょう、英名：Sudden Deafness（SD）もしくはSudden Sensorineural Hearing Loss（SSHL））とは突発的におきる原因不明の急性感音難聴である。突発的な発症が特徴であり、「いつからかははっきりしないが、徐々に聞こえなくなった」ような難聴は突発性難聴ではない。原因は不明で、有力な説としてウイルス感染説、循環障害説などがいわれ、発症して約1カ月で聴力は固定してしまうため、早期発見、早期治療が非常に重要である。2001年の厚生労働省の調査では、全国に年間3万5000人(人口100万人に対して275人)の患者がいると推定される。
強力な音波によって聴覚機構を構成する器官の内耳や蝸牛が障害を受け生じる音響外傷とは区別される。

## 概要
突発性難聴は1944年 De Kleynにより初めて報告された。突然に原因不明な内耳性の感音性難聴が発症する疾患である。
発症は突然であり、患者は難聴になった瞬間を語ることができるほど突発的である（たとえば「朝、起きたら」とか、「図書館に行く前はなんともなかったのに、図書館から帰ってきたら聞こえが悪くなっていた」とかである）。ある程度の時間をかけて徐々に難聴が進んだようなケースは突発性難聴とはされない。随伴症状として耳鳴りや耳閉憾を伴うことが多く、半数程度の患者は発症の瞬間には強いめまいを伴うが強いめまいは1回だけであり、強いめまいを繰り返したらほかの疾患の可能性を考える。
原因が不明であることを本症の定義とする。したがって単一の疾患とは限らず、突発性・原因不明を条件とした感音性難聴を一括した疾患群である。再発は無く、再発の場合は突発性難聴以外の他の疾患を疑う。
原因がわかるものは突発的な難聴であっても、本症とはせず、原因にしたがって診断名をつける。当初は突発性難聴と診断されても、その後に原因が判明すれば診断名を変更する。

## 疫学
2001年の調査では、全国受療者数は年間35,000人（人口100万人対で275.0人）である。発症率に男女差はない。発症は50〜60歳代に多いが、小児の発症もあり、全年齢で見ることができる。遺伝的要素はみられない。

## 原因
内耳などに障害が生じる感音性難聴の一種と考えられているが、原因は不明である。原因が不明な突発性の難聴を本症と定義するためである。
内耳循環障害説では健康人の発症が多いことや、再発しないことが説明できず、きわめて症状が似ている疾患にムンプスウイルス(en:Mumps virus)感染によるムンプス難聴やヘルペスウイルス感染による内耳炎があり、ウイルス原因説には矛盾はないため、ウイルス感染説が有力とされている。ムンプスで一側の高度難聴をきたすことはよく知られている。突発性難聴の約7%はムンプスの不顕性感染であるという報告もある。
薬剤
ステロイド（感染症に対して抗炎症作用を持つ）が効果を発揮することからウイルス感染を原因とする説と毛細血管の血流が妨げられ内耳に血液が十分届かずに機能不全を引き起こすという内耳循環障害説などがある。患者調査の傾向からストレスを原因の一つとする意見もある。

## 症状
発症は聴力が低下した瞬間を確実に自覚できるほど即時的（突発的）である（たとえば、ある朝起きたら片耳が聞こえにくくなっていた、TVを見ていたら突然音声が聞き取れなくなりTVの故障かと思ったなど）。
症状は軽度から重度の難聴が主症状であり、ほとんどの患者で耳鳴りも伴う。それに加えて耳閉感を伴うことも多い。約半数の患者で強いめまいを伴うがめまいは反復することはない。難聴であるにもかかわらず一定の音量を超えた音が健常耳に比べ「異常に響き」耳への刺激感・苦痛になる補充現象（リクルートメント現象）を呈することもある。ほとんどの場合片側のみに発症するが、稀に両側性となる場合もある。

## 検査
問診と純音聴力検査が主である。
突然の難聴を症状とする他疾患の鑑別の為に諸検査も行われる。聴神経腫瘍を鑑別するためのレントゲン撮影やMRI、内耳性感音性難聴であることを確認するためのABLBテスト、SISIテスト、自記オージオメトリーや、内耳梅毒でないことを確認するための血液検査などである。

## 鑑別
鑑別すべき疾患にはメニエール病、外リンパ瘻、聴神経腫瘍、音響外傷性難聴、ムンプス（おたふくかぜ）やヘルペスなど原因の推定される内耳へのウイルス感染症、多発性硬化症、内耳梅毒、前下小脳動脈梗塞、などがある。
低音障害型の難聴を繰り返した場合はメニエール病を、鼻をかむ・くしゃみ・力む・高山へのドライブ・飛行機の離着陸・ダイビングなどをきっかけとした場合や水が流れるような音の耳鳴、耳内に水の流れる感じのある場合あるいは、発症の瞬間にpop音（何かがはじけるような音）があるような場合は外リンパ瘻を疑う。

## 治療と予後
適切な早期治療と安静が極めて重要である。重度であれば入院での加療が望ましいとされ、治療方法は前述の仮説を想定したものが中心となる。一般的には発症から1週間以内に治療されれば治療成績は比較的良好であるが、それ以降は治療成績は落ち、2週間を過ぎると治癒の確率は大幅に低下するとされている。発症して約1カ月で聴力は固定してしまうため、3分の1が完治し、3分の1が回復しても難聴が残り、残りの3分の1は治らずに終わるといわれる。
治療方法はステロイド剤の投与（パルス療法という、最初に多量を服用し、少しずつ薬を減らしていき、治療が終わるまでこれを繰り返す用法を使う。ほとんどの施設で第一選択になっている）、あるいは血流改善剤（アデノシン三リン酸）、代謝促進剤（メチルコバラミン）、高気圧酸素治療、星状神経節ブロック注射等である。難聴が極めて高度な場合、聴力が一ヶ月以内に回復しない場合、初期にめまいを伴うものは聴力予後が悪いといわれている。

## 診断基準
（厚生省・急性高度難聴に関する調査研究班、1975）による。
主症状
1. 突然の難聴
  - 文字通り即時的な難聴、または朝眼が覚めて気付くような難聴。ただし、難聴 が発生したとき「就寝中」とか「作業中」とか、自分がその時何をしていたか が明言できるもの。
2. 高度な感音難聴
  - 必ずしも高度である必要はないが、実際問題としては高度でないと突然難聴になったことに気付かないことが多い。
3. 原因が不明、または不確実
  - つまり、原因が明白でないこと。

副症状
1. 耳鳴り
  - 難聴の発生と前後して耳鳴りを生ずることがある。
2. めまい、および吐き気、嘔吐
  - 難聴の発生と前後してめまいや、吐き気、嘔吐を伴うことがあるが、めまい発作を繰り返すことはない。

診断の基準
- 確実例 ： 主症状、副症状の全事項をみたすもの。
- 疑い例 ： 主症状の1. および2. の事項をみたすもの。

参考
- a. Recruitment現象の有無は一定せず。
- b. 聴力の改善、悪化の繰り返しはない。
- c. 一側性の場合が多いが、両側性に同時罹患する例もある。
- d. 第VIII脳神経以外に顕著な神経症状を伴うことはない。